# Alejandro Ávila
Alejandro Ávila, właśc. Alejandro Aranda Ávila (ur. 24 listopada 1973 w Guadalajarze) – meksykański aktor.

## Wybrana filmografia
- 1997: Esmeralda jako projektant
- 1999: Rosalinda jako Gerardo Navarrete
- 2000: Cena miłości jako Fabián San Miguel
- 2001: Przyjaciółki i rywalki jako Sebastián Morales
- 2007: Sidła namiętności jako Juancho
- 2010–2011: Teresa jako Cutberto González
- 2011–2012: Zakazane uczucie jako dr Ernesto Cortés
- 2012: Corona de lágrimas jako Baldomero Chavero
- 2012–2013: Porque el amor manda jako Fernando Rivadeneira
- 2013–2014: Za głosem serca jako Víctor Hernández
- 2016: Corazón que miente jako Rogelio Medina Sánchez

## Nagrody i nominacje
| Rok  | Nagroda            | Kategoria                      | Telenowela           | Rezultat  |
| ---- | ------------------ | ------------------------------ | -------------------- | --------- |
| 2009 | Premios TVyNovelas | Najlepszy aktor                | Juro que te amo      | Nominacja |
| 2013 | Premios TVyNovelas | Najlepszy aktor współpracujący | Porque el amor manda | Nominacja |
| 2016 | Premios TVyNovelas | Najlepszy antagonista          | Que te perdone Dios  | Nominacja |